# Daniel Cousin
 Daniel Cousin  (* 7. Februar 1977 in Libreville) ist ein gabunischer ehemaliger Fußballspieler, der auf der Position des Stürmers spielte.

## Vereine
Cousin kam zur Saison 1997/98 zum FC Martigues in die französische Ligue 2. Nach nur einer Saison wechselte er zum Ligakonkurrenten Chamois Niortais. Zur Saison 2000/01 wurde der Gabuner vom Le Mans UC 72 verpflichtet. In seiner dritten Saison in Le Mans stieg er mit dem Verein in die Ligue 1 auf.
Am Ende der Saison 2003/04 stieg Le Mans wieder in die Ligue 2 ab, woraufhin Daniel Cousin zur Saison 2004/05 ablösefrei zum RC Lens wechselte, wo er seither im Stammkader steht und in insgesamt 70 Spielen 12 Tore für den Verein erzielen konnte. Im August 2007 wechselte Cousin zu den Glasgow Rangers. Die Schotten zahlten für ihn rund 2,2 Millionen Pfund Ablöse.
Zur Saison 2008/09 wechselte er zu Hull City, wo er einen Vertrag bis 2011 besitzt. Zum 1. Februar 2010 wurde er nach Griechenland zu AE Larisa verliehen, die auch eine Kaufoption auf ihn besitzen. Am 23. Oktober 2011 verließ Cousin Europa und wechselte nach Gabun zum FC Sapins. 2014 beendete er seine Karriere.

## Karriere als Trainer
Von 2018 bis 2019 war Cousin Nationaltrainer der Gabunischen Fußballnationalmannschaft.